# Église presbytérienne de l'Île Maurice
L'Église presbytérienne de l'Île Maurice est une église réformée mauricienne membre de l'Alliance réformée mondiale. Elle fut créée dans les années 1840 grâce au travail missionnaire du révérend Jean Lebrun et de l'œuvre de l'Église d’Écosse.
L'Église presbytérienne de l'Île Maurice compte cinq paroisses :
- Saint-André à Rose-Hill
- Saint-Columba à Phœnix
- Saint-Jean à Port-Louis
- Saint-Joseph à Grand Gaube
- Saint-Pierre à Pointe-aux-Piments